# A escondidas
A escondidas (A Escondidas (título em Portugal) ou Às Escondidas (título no Brasil)) é um filme espanhol do género drama romântico, realizado e escrito por Mikel Rueda. Estreou-se em Espanha a 10 de outubro de 2014. Foi exibido em Portugal pelo Festival de Cinema Gay e Lésbico de Lisboa a 19 de setembro de 2015.

## Elenco
- Germán Alcarazu como Rafa
- Adil Koukouh como Ibra
- Joseba Ugalde como Guille
- Eder Pastor como Javi
- Moussa Echarif como Youssef
- Mansour Zakhnini como Said
- Ana Wagener como Alicia
- Álex Angulo como Jose